# Campbell (James Bond)
Campbell é uma personagem do filme 007 A Serviço Secreto de Sua Majestade (1969), sexto filme da franquia cinematográfica do espião inglês James Bond, criado por Ian Fleming, e o único filme com George Lazenby no papel de 007.

## No filme
Campbell é um agente do MI-6 designado para assistir e acompanhar discretamente Bond na sua perseguição ao supervilão e sua nêmesis Ernst Stavro Blofeld pela Europa. Ele aparece primeiramente em Berna, na Suíça, onde Bond invade o escritório de um advogado que trabalha para Blofeld, que, disfarçado sob o nome de Conde Balthazar de Bleuchamp, tenta validar seu título de nobreza com a ajuda dos serviços deste advogado. Campbell ajuda Bond, que entrou pela porta do escritório com uma chave falsa, na ausência para o almoço do advogado, enviando através da janela numa caçamba acoplada na ponta de um guindaste de obra do outro lado da rua, uma máquina de fotocópias de documentos também com um dispositivo para descobrir senhas de cofres.
Ele aparece novamente seguindo Bond à distância quando este chega nos Alpes para o encontro com Blofeld, disfarçado de investigador da sociedade heráldica, que pesquisa a ancestralidade do título de conde reclamado por Blofeld. Depois que Bond é recolhido numa charrete de neve pela assistente do vilão, Irma Bunt, e seus capangas, Campbell os segue à distância num carro, mas é obrigado a desistir da vigília por terra quando eles embarcam num helicóptero no meio do caminho. Ele então se junta aos turistas e segue para Piz Gloria, o esconderijo e base de Blofeld no alto de uma montanha. Lá, tendo sua subida negada no bondinho para a parte mais alta, fechada para turistas e onde fica a base, ele tenta escalar o resto da montanha para chegar ao esconderijo mas é descoberto pelos capangas de Blofeld. Depois de interrogado e torturado e de informar a verdadeira identidade de 007, é morto pelo vilão e seus capangas e pendurado pelos pés na montanha, às vistas de Bond, que é feito prisioneiro.